# Episernus
Episernus — род жесткокрылых насекомых семейства точильщиков. В ископаемом состоянии известен из балтийского янтаря.

## Описание
Переднеспинка уже надкрылий, с укороченным боковым кантом, не доходящим до вершины углов. Усики состоят из 10 члеников. Голова свободная. Все брюшные стерниты свободные.

## Систематика
В составе рода:
- Episernus angulicollis Thomson, 1863
- Episernus ganglbaueri Schilsky, 1898
- Episernus gentilis (Rosenhauer, 1847)
- Episernus granulatus Weise, 1887
- Episernus henschi Reitter, 1901
- Episernus hispanus Kiesenwetter, 1877
- Episernus pyrenaeus Maran, 1941
- Episernus striatellus (C. Brisout de Barneville, 1863)
- Episernus sulcicollis Schilsky, 1898
- Episernus taygetanus Maran, 1941
- Episernus turcicus Zahradník, 1998